# Toàn cầu hóa địa phương
Toàn cầu hóa địa phương (tiếng Anh: glocalization) là "sự diễn ra đồng thời cùng một lúc của cả hai quá trình phổ biến hóa và đặc thù hóa các xu hướng trong hệ thống kinh tế-chính trị-xã hội đương đại." Khái niệm toàn cầu hóa địa phương "đem đến thách thức cho quan niệm đơn giản thái quá của các quá trình toàn cầu hóa dưới hình thức mở rộng theo chiều dài trên quy mô lãnh thổ. Toàn cầu hóa địa phương chỉ ra tầm quan trọng ngày một tăng của cấp độ lục địa và toàn cầu đang diễn ra cùng lúc với sự nổi lên của cấp độ địa phương và khu vực."

### Các thách thức

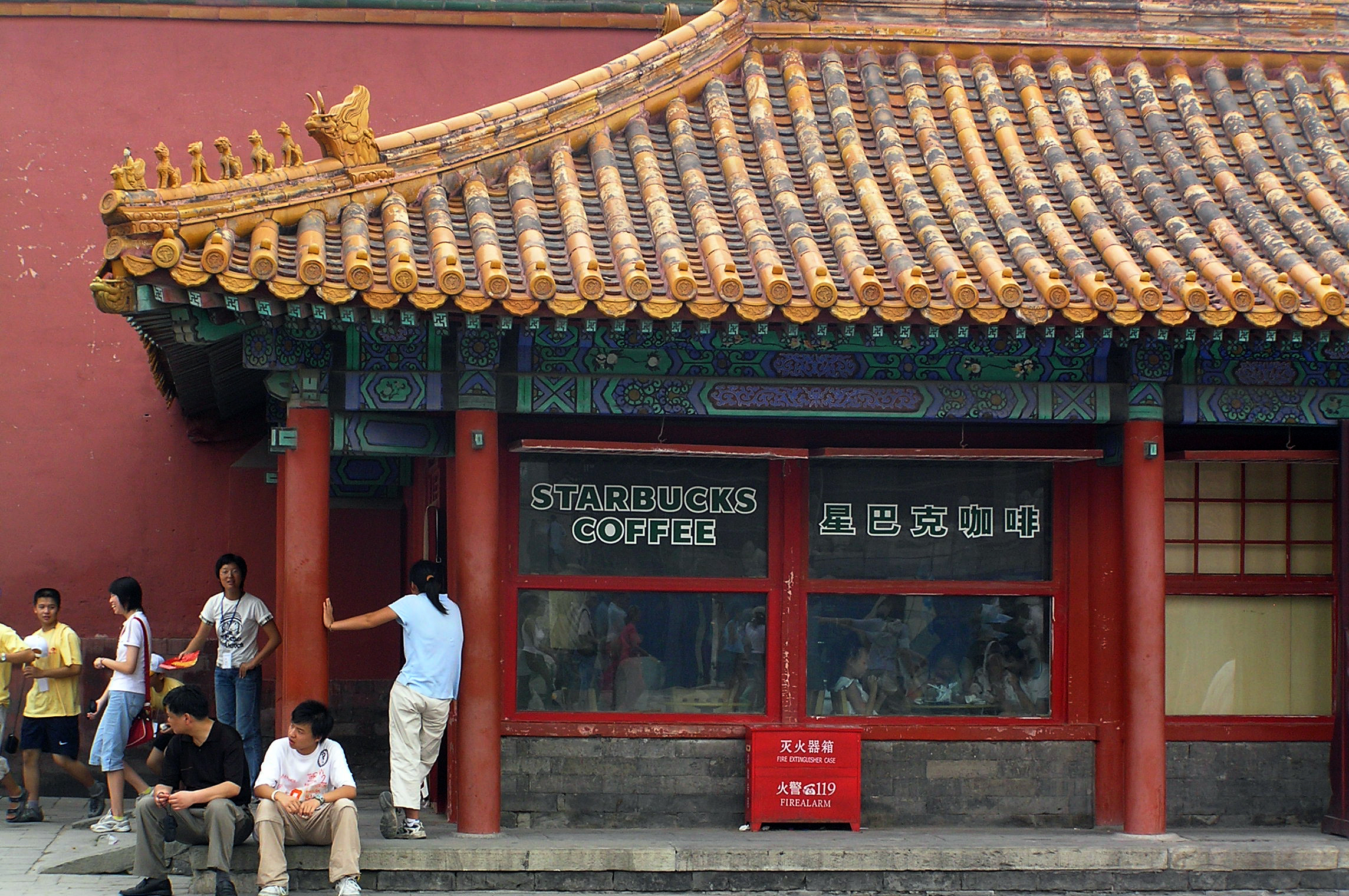
Cửa hàng Starbucks trong khuôn viên Tử Cấm Thành Bắc Kinh, Trung Quốc